# ۳۸۵ (قمری)
۳۸۵ قمری، سیصد و هشتاد و پنجمین سال در تقویم هجری قمری است.

## زادگان
- رمضان - شیخ طوسی، از علمای شیعه در قرن ۵ قمری و صاحب دو کتاب از کتب اربعه.

## درگذشتگان
- ابن‌الندیم از کتاب‌شناسان و دانشوران شیعه.